# Monteroni International 2011 - Doppio
Claudia Giovine e Valentina Sulpizio erano le detentrici del titolo, ma Sulpizio quest'anno non ha partecipato. Givoine ha fatto coppia con Inés Ferrer Suárez.
Il doppio del torneo di tennis Monteroni International 2011, facente parte della categoria ITF Women's Circuit, ha avuto come vincitrici Kiki Bertens e Nicole Rottmann che hanno battuto in finale Gioia Barbieri e Anastasia Grymalska con il punteggio di 6–0, 6–3.

## Teste di serie
1. Nikola Hofmanová /  Melanie Klaffner (quarti di finale, ritiro)
2. Inés Ferrer Suárez /  Claudia Giovine (semifinali)

1. Nicole Clerico /  Liana Ungur (primo turno)
2. Kiki Bertens /  Nicole Rottmann (campionesse)

## Tabellone

### Legenda
| - Q = Qualificato - WC = Wild card - LL = Lucky loser | - ALT = Alternate - SE = Special Exempt - PR = Protected Ranking | - w/o = Walkover - r = Ritirato - d = Squalificato |